# Mimoclystia griveaudi
Mimoclystia griveaudi es una especie de polilla de la familia Geometridae. La especie fue descrita por primera vez por Claude Herbulot en 1970, con distribución en Madagascar.
Tiene gran parecido a Mimoclystia acme, descrita por Prout en 1922, pero es más grande, con alas más grandes y una coloración más rosada. La longitud de sus alas anteriores es de 13,5 milímetros (0,5 plg).